# ژما کوئربو
ژما کوئربو (کاتالونیایی: Gemma Cuervo؛ زادهٔ ۲۲ ژوئن ۱۹۳۶) بازیگر اهل اسپانیا است.
از فیلم‌ها یا مجموعه‌های تلویزیونی که وی در آن‌ها نقش داشته‌است، می‌توان به دردسر قریب‌الوقوع اشاره نمود.